# Escala de Penrose

Escala de Penrose

L'escala de Penrose, anomenada "escala infinita" o "impossible", és una il·lusió òptica descrita pels matemàtics anglesos Lionel i Roger Penrose juntament amb altres objectes impossibles en un article publicat el 1958.
Aquesta escala és la representació bidimensional d'unes escales que canvien la seva direcció de 90° graus quatre vegades mentre fa la sensació que pugen o baixen a la vegada, sigui la direcció que sigui. Si bé l'assoliment d'un objecte tridimensional d'aquest tipus no és possible, la il·lusió òptica de la imatge de Penrose es basa a enganyar la perspectiva.
L'artista neerlandès Maurits Escher va fer ús de l'escala de Penrose en algunes de les seves obres, incloent-hi la famosa litografia Klimmen en Dalen (en català, Ascens i descens), en què es veuen alguns monjos dedicats a pujar i baixar les escales a la part superior d'un monestir. En la novel·la d'Andrea Camilleri La scomparsa di Patò (La desaparició d'Ànec), un astrònom anglès suggereix que el protagonista és víctima de la més perniciosa escala, i sigui condemnat a descendir de l'eternitat. El director de cinema Christopher Nolan incorporà l'escala de Penrose a la pel·lícula Inception, explicant que les estructures que normalment són impossibles es poden crear dins els mons dels somnis lúcids.